# جون إيستمان
جون تشارلز إيستمان (من مواليد 1960)  هو محامٍ وأكاديمي أمريكي. بسبب جهوده لقلب نتائج الانتخابات الرئاسية الأمريكية لعام 2020، ومحاولة إبقاء الرئيس آنذاك دونالد ترامب في منصبه وعرقلة التصديق على فوز جو بايدن ، فقد تم توجيه اتهامات جنائية إليه، وأمرته نقابة المحامين في ولاية كاليفورنيا بعدم مزاولة المهنة، وأوصى بشطبه من السجل. فقد إيستمان أهليته لممارسة القانون في محاكم ولاية كاليفورنيا، في انتظار استئنافه لحكم قاضي نقابة المحامين بالولاية الذي أوصى بشطب اسمه من نقابة المحامين. كما تم تسمية إيستمان أيضًا كمتآمر مشارك في لائحة الاتهام الفيدرالية الموجهة ضد ترامب بسبب محاولاته تقويض نتائج انتخابات عام 2020 ومنع التصديق على انتخاب بايدن.
إيستمان هو المدير المؤسس لمركز الفقه الدستوري، وهو مكتب محاماة للمصلحة العامة تابع لمعهد كليرمونت، وهو مركز أبحاث محافظ. هو أستاذ سابق وعميد سابق في كلية الحقوق بجامعة تشابمان. ترشح كجمهوري للدائرة الكونجرسية الرابعة والثلاثين في كاليفورنيا عام 1990، ولمنصب النائب العام في كاليفورنيا عام 2010 دون جدوى. هو كاتب قانوني سابق لقاضي المحكمة العليا كلارنس توماس. تتضمن الأدوار المزعومة لإيستمان في محاولة إبقاء ترامب في منصبه الضغط على نائب الرئيس مايك بنس لرفض أصوات الناخبين من الولايات المتأرجحة الحاسمة التي فاز بها جو بايدن . يُعتقد أن إيستمان هو أحد المتآمرين الستة المزعومين المدرجين في لائحة الاتهام الفيدرالية التي أصدرتها وزارة العدل ضد ترامب.
كتب إيستمان مقال رأي مثير للجدل في أغسطس 2020 اقترح فيه زوراً أن المرشحة الديمقراطية المفترضة لمنصب نائب الرئيس الأمريكي كامالا هاريس لم تكن مواطنة بالولادة وفقًا للمادة الثانية من الدستور وبالتالي غير مؤهلة للمنصب. كان إيستمان مشاركًا رئيسيًا في المحاولات اللاحقة لقلب الانتخابات  خلال الجهود الأخيرة التي بذلها الرئيس دونالد ترامب قبل التصديق على فوز جو بايدن في المجمع الانتخابي، أخبر إيستمان نائب الرئيس مايك بنس في اجتماع بالمكتب البيضاوي، في 5 يناير 2021، أن بنس لديه السلطة الدستورية لمنع التصديق. ولم يقبل بنس حجة إيستمان. كما أرسل إيستمان إلى السيناتور الجمهوري مايك لي خطة عمل مكونة من ست نقاط ليقوم بنس بطرد الناخبين من سبع ولايات من أجل إبقاء ترامب في السلطة، وهو ما رفضه لي.
في 6 يناير 2021، ألقى إيستمان خطابًا في تجمع جماهيري في البيت الأبيض لصالح ترامب والذي سبق هجوم مبنى الكابيتول الأمريكي عام 2021 . وفي وقت لاحق من ذلك اليوم، وبعد أن هاجم مثيرو الشغب مبنى الكابيتول، أرسل إيستمان بريدًا إلكترونيًا إلى جريج جاكوب، مستشار نائب الرئيس بنس، وتوسل إليه بانتهاك قانون إحصاء الأصوات الانتخابية من خلال تأخير التصديق على الانتخابات. رد جاكوب على ذلك بوصف حجج إيستمان بأنها "هراء"، ووصف نصيحته القانونية بأنها "غير مسؤولة بشكل خطير للغاية"، ووصف إيستمان بأنه "ثعبان في أذن الرئيس".  في 13 يناير 2021، تقاعد إيستمان من هيئة تدريس تشابمان بعد الجدل الذي أثارته خطابه في تجمع ترامب. في 28 مارس 2022، وجد القاضي الفيدرالي ديفيد أو. كارتر أن إيستمان، إلى جانب ترامب، كان من المرجح أن "يتآمر بشكل غير نزيه لعرقلة الجلسة المشتركة للكونجرس في 6 يناير 2021". في ديسمبر 2022، أوصت لجنة مجلس النواب الأمريكي المعنية بهجوم السادس من يناير بتوجيه تهمة عرقلة الإجراءات الرسمية والتآمر للاحتيال على الولايات المتحدة إلى إيستمان، إلى جانب ترامب وآخرين محتملين. يشتبه في أن إيستمان كان متآمرًا مشاركًا في لائحة الاتهام الموجهة إلى ترامب في الأول من أغسطس 2023 بالتآمر على الاحتيال على الولايات المتحدة، والتآمر على حرمان الناخبين من حقهم في التصويت، والتآمر ومحاولة عرقلة إجراء رسمي. في 14 أغسطس 2023، تم توجيه الاتهام إليه مع ثمانية عشر شخصًا آخر في الادعاء المتعلق بانتخابات 2020 في جورجيا ؛ وقد سلم نفسه في الأسبوع التالي وتم حجزه في سجن مقاطعة فولتون. منذ ذلك الحين ظهر على قناة فوكس نيوز وشبكات يمينية أخرى ليعلن براءته. في أبريل 2024، تم توجيه الاتهام إلى إيستمان وسبعة عشر آخرين في الادعاء المتعلق بانتخابات 2020 في أريزونا، وفي مايو 2024، تم احتجازه لفترة وجيزة في فينيكس، أريزونا، وكان أول من تم توجيه الاتهام إليه بتهمة تزوير الانتخابات في أريزونا.

## حياته العلمية
تلقى إيستمان تعليمه في مدرسة لويسفيل الثانوية في منطقة دالاس. حصل على درجة البكالوريوس من جامعة دالاس في عام 1982. أجرى دراسة الدكتوراه في الحكومة في كلية كليرمونت للدراسات العليا، وحصل على درجة الدكتوراه في عام 1993. كما التحق بكلية الحقوق بجامعة شيكاغو، حيث كان عضوًا في مجلة جامعة شيكاغو للقانون. تخرج سنة 1995 وحصل على درجة الدكتوراه في القانون .

## حياته المهنية
في عام 1989، قبل الالتحاق بكلية الحقوق، شغل إيستمان منصب مدير الشؤون العامة والكونجرسية في لجنة الحقوق المدنية بالولايات المتحدة. كان أيضًا مرشحًا غير ناجح للحزب الجمهوري في عام 1990 لمجلس النواب الأمريكي في الدائرة الكونجرسية الرابعة والثلاثين في كاليفورنيا.
بعد تخرجه من كلية الحقوق، عمل كاتبًا لدى القاضي ج. مايكل لوتيج في محكمة الاستئناف الأمريكية للدائرة الرابعة، والذي ندد منذ ذلك الحين بإيستمان لمساعدته جهود ترامب للبقاء في السلطة وتقويض نتائج انتخابات عام 2020. كما عمل إيستمان كاتبًا لدى القاضي كلارنس توماس في المحكمة العليا للولايات المتحدة. ثم عمل محاميًا في شركة المحاماة كيركلاند وإيليس، المتخصصة في الدعاوى المدنية والدستورية. انضم لاحقًا إلى تشابمان لتدريس القانون الدستوري، وتم تعيينه عميدًا، وأسس مركز المدرسة للفقه الدستوري. للعام الدراسي 2020-2021 كان باحثًا زائرًا في الفكر والسياسة المحافظة في مركز بروس د. بنسون لدراسة الحضارة الغربية في جامعة كولورادو بولدر. عمل إيستمان محاميًا لولاية داكوتا الجنوبية، ممثلاً لها في التماس تم رفضه إلى المحكمة العليا للولايات المتحدة في تحد دستوري للإنفاق الفيدرالي.
مثل إيستمان الهيئة التشريعية في ولاية كارولينا الشمالية وولاية أريزونا في تقديم التماسات غير ناجحة إلى المحكمة العليا في قضايا تتعلق بزواج المثليين، والإجهاض، والهجرة . كما أدلى بشهادته أمام لجنة القضاء بمجلس الشيوخ في عام 2014، حيث زعم أن تعليق الرئيس باراك أوباما من جانب واحد لترحيل المهاجرين غير المسجلين كان غير دستوري وفيما يتعلق بالإفصاح من قبل مصلحة الضرائب عن الإقرارات الضريبية.
بالإضافة إلى المنشورات العلمية، كان إيستمان معلقًا قانونيًا على شبكات أيه بي سي وسي بي سي وإن بي سي وفوكس نيوز وسي إن إن وبي بي سي ورلد نيوز وبي بي إس ، في حين نُشرت أوراقه وتعليقاته المتعلقة بالدستور والمحاكم في ABA Journal و نيويورك تايمز وواشنطن بوست ووول ستريت جورنال ويو إس نيوز آند وورد ريبورت وناشونال ريفيو ولوس أنجلوس تايمز وذي إيكونوميست وذا أتلانتيك وسلايت. ظهر أيضًا في برنامج The Hugh Hewitt Show الذي يقدمه المعلق المحافظ هيو هيويت على قناة فوكس نيوز، معلقًا على القانون.

## الانتخابات
في عام 1990، لم يكن هناك أي منافس لإيستمان في الانتخابات التمهيدية ليصبح المنافس الجمهوري لمرشح الدائرة 34 لفترة طويلة إستيبان توريس في وادي سان جابرييل بكاليفورنيا.

### حملة المدعي العام لولاية كاليفورنيا
في الأول من فبراير 2010، استقال إيستمان من منصبه كعميد لكلية الحقوق بجامعة تشابمان سعياً للحصول على ترشيح الحزب الجمهوري لمنصب النائب العام لولاية كاليفورنيا. في الأول من أبريل، رفض أحد قضاة المحكمة العليا اختيار إيستمان لتسمية "مساعد المدعي العام"، خوفاً من أن يُنظر إلى استخدام هذا اللقب، الذي منحته له ولاية ساوث داكوتا مؤقتاً لعمله في دعوى قضائية، على أنه لقب خاص بولاية كاليفورنيا. كما رفض القاضي خيار إيستمان الثاني، وهو "محام عن دافعي الضرائب"، لكنه قبل خياره الثالث، وهو "محام متخصص في القانون الدستوري". تعكس هذه التسميات عادةً الوظيفة الحالية للمرشح أو المنصب المنتخب. احتل إيستمان المركز الثاني في الانتخابات التمهيدية الجمهورية الثلاثية بنسبة 34.2% من الأصوات، خلف المدعي العام لمقاطعة لوس أنجلوس ستيف كولي، الذي حصل على 47.3%. تقدم كولي إلى انتخابات النائب العام لولاية كاليفورنيا عام 2010 ، حيث هزمته كامالا هاريس.

### الانتماءات لمجلس الإدارة
كان إيستمان رئيسًا لمجموعة الممارسة التابعة للجمعية الفيدرالية بشأن الفيدرالية وفصل السلطات. في عام 2011 تم تعيينه رئيسًا لمجلس إدارة المنظمة الوطنية للزواج، التي تعارض زواج المثليين. عمل كمدير لمؤسسة المصلحة العامة القانونية، التي ترفع دعاوى قضائية تتعلق بالانتخابات. هو عضو في مجلس الإدارة وفي هيئة التدريس في معهد كليرمونت. هو عضو في مجلس المستشارين لأكاديمية سانت مونيكا والمجلس الاستشاري لجمعية سانت توماس مور في مقاطعة أورانج.

## الخلافات

### كامالا هاريس - مقال رأي حول الجنسية
في أغسطس 2020، نشرت مجلة نيوزويك مقال رأي بقلم إيستمان يتساءل عن أهلية المرشحة لمنصب نائب الرئيس لعام 2020 كامالا هاريس لهذا المنصب. أكد أنها لا يمكن أن تكون مواطنة أمريكية بالميلاد على الرغم من ولادتها في أوكلاند، كاليفورنيا، إذا لم يكن أي من والديها مقيمًا دائمًا في وقت ولادتها. قالت إيستمان إنها كان بإمكانها الحصول لاحقًا على الجنسية المستمدة من تجنيس والديها إذا أصبح أحدهما مواطنًا قبل عيد ميلادها السادس عشر في عام 1980، وهو ما كان سيسمح لهاريس باستيفاء شرط الجنسية لمدة تسع سنوات اللازم لتصبح عضوًا في مجلس الشيوخ.
اختلف جميع علماء القانون البارزين مع موقف إيستمان، وقارنه العديد منهم بنظرية ميلاد الرئيس باراك أوباما . دافعت مجلة نيوزويك عن المقال، مع الاعتراف بأنها "شعرت بالفزع من أن هذا المقال أثار موجة من الكراهية ضد السناتور هاريس". أكدوا أنه لا توجد صلة بين المقال وحركة مناهضة الولادة في الولايات المتحدة. وبدلاً من ذلك، ركزت مقالة الرأي على "النقاش القانوني الطويل الأمد والغامض إلى حد ما حول المعنى الدقيق لعبارة "خاضع لولايتها القضائية" في بند المواطنة في التعديل الرابع عشر"، والمعروف أيضًا باسم نقاش حق الدم أو حق الأرض. ومع ذلك، أشار موقع أكسيوس إلى أن علماء دستوريين آخرين لا يقبلون وجهة نظر إيستمان، ووصفوها بأنها "لا أساس لها من الصحة". كما انتقدت أكسيوس إيستمان لرفضه مخاوف أهلية المرشح الرئاسي لعام 2016 تيد كروز، المولود في كالجاري، كندا، في مقال رأي في مجلة ناشيونال ريفيو عام 2016، مدعيًا أنها "سخيفة".
صرح إروين تشيميرينسكي ، عميد كلية الحقوق في بيركلي ، ل بي بي سي ، "بموجب المادة 1 من التعديل الرابع عشر، فإن أي شخص يولد في الولايات المتحدة هو مواطن أمريكي. وقد قضت المحكمة العليا بهذا منذ تسعينيات القرن التاسع عشر. ولدت كامالا هاريس في الولايات المتحدة". كان الأستاذ بجامعة هارفارد لورانس ترايب رافضًا على نحو مماثل، حيث قال لصحيفة نيويورك تايمز "لم أكن أرغب في التعليق على فكرة إيستمان لأنها نظرية غبية للغاية. لا يوجد شيء في ذلك". بعد يوم واحد من نشر مقال إيستمان، نشرت مجلة نيوزويك مقال رأي للباحث القانوني يوجين فولوك ، بعنوان "نعم، كامالا هاريس مؤهلة لمنصب نائب الرئيس"، حيث يزعم فولوك أن هاريس "مواطنة بالولادة" بموجب دستور الولايات المتحدة وبالتالي فهي مؤهلة لمنصب نائب الرئيس. أشارت لورلي ليريد، في مقال لها في Above The Law ، إلى أن إيستمان كان يزعم أن هاريس لم تكن حتى مواطنًا أمريكيًا. استشهدت صحيفة نيويورك تايمز بهذه المقالة باعتبارها ساعدت إيستمان في جذب انتباه جينا إليس، مستشارة حملة ترامب. التقى إيستمان لفترة وجيزة مع مستشاري حملة ترامب في غرفة فندق في فيلادلفيا في عطلة نهاية الأسبوع التي أعقبت الانتخابات الرئاسية لعام 2020. وفقًا لإيستمان، فقد أصيب بفيروس كوفيد-19 في ذلك الوقت.
في أوائل ديسمبر 2020، اتصل ترامب بإيستمان، وطلب منه الطعن في نتائج الانتخابات الرئاسية الأمريكية لعام 2020 أمام المحكمة العليا.

## الانتخابات الرئاسية 2020

### الاستراتيجيات القانونية لرفض الأصوات الانتخابية
في 9 ديسمبر 2020، مثل إيستمان ترامب في طلب التدخل في قضية تكساس ضد بنسلفانيا ، وهي قضية رفعها المدعي العام لولاية تكساس كين باكستون مباشرة في المحكمة العليا الأمريكية، حيث سعت ولاية تكساس إلى إلغاء عمليات التصويت، وبالتالي، نتائج المجمع الانتخابي في أربع ولايات أخرى على الأقل. تضمنت مذكرة إيستمان مجموعة من الادعاءات التي لا أساس لها من الصحة، وأكدت أنه "ليس من الضروري أن يثبت ترامب حدوث تزوير"، فضلاً عن أنه كان كافياً إظهار أن الانتخابات "انحرفت بشكل مادي" عن نية المشرعين في الولاية، مضيفًا: "من خلال الفشل في اتباع سيادة القانون ، فإن هؤلاء المسؤولين يعرضون إيمان أمتنا بالحكم الذاتي المنتخب للخطر". بعد يومين، في 12 ديسمبر، رفضت المحكمة العليا الاستماع إلى القضية، ووجدت أن تكساس ليس لها مكانة قائلة إن تكساس "لم تثبت مصلحة يمكن إدراكها قضائيًا في الطريقة التي تجري بها ولاية أخرى انتخاباتها". في 13 ديسمبر 2020، نشر 159 عضوًا من أعضاء هيئة التدريس بجامعة تشابمان (بما في ذلك اثنان من كلية الحقوق) بيانًا يدين إيستمان بسبب تقديمه للشكوى.
في 22 ديسمبر 2020، غرّد إيفان رايكلين، المحامي وشريك مايكل فلين، إلى ترامب بمذكرة من صفحتين بعنوان "عملية بطاقة بنس "، والتي أعاد ترامب تغريدها بعد يومين. في يوم إعادة تغريدة ترامب، اتصل أحد أفراد إدارة ترامب بإيستمان طالبًا منه كتابة مذكرة "يؤكد فيها على سلطة نائب الرئيس في تأخير التصديق" على الانتخابات الرئاسية. قام إيستمان بتوزيع مخطط من صفحتين ومذكرة على الفريق القانوني لترامب بعد عدة أيام، تلا ذلك مذكرة أكثر شمولاً في وقت لاحق. وصف إيستمان نائب الرئيس بأنه "الحكم النهائي" في الانتخابات في مذكرة من صفحتين.  بعد تلقي انتقادات حادة حول دوره في أعقاب الانتخابات، أكد إيستمان في أكتوبر 2021 أن المذكرات لم تنقل نصيحته بل كتبها بناءً على طلب "شخص ما في الفريق القانوني" لا يستطيع تذكر اسمه. كما أكد في أكتوبر أن السيناريو الذي قد يرفض فيه بنس بطاقات الاقتراع "أحمق" و"مجنون"، وزعم أيضًا أنه أخبر بنس خلال اجتماعهما في المكتب البيضاوي أن اقتراحه كان "سؤالًا مفتوحًا" و"الحجة الأضعف". وفي مقطع فيديو تم تصويره سراً ونشره علناً في الشهر نفسه، أشار إيستمان إلى أنه يعتقد أن تصرفات بنس تخدم السياسة في واشنطن. سأل أحد الحضور، "لماذا تعتقد أن مايك بنس لم يفعل ذلك؟" رد إيستمان بأن "مايك بنس رجل مؤسسي" يخشى أن يكون ترامب "يدمر الحزب الجمهوري داخل واشنطن العاصمة".
في 24 ديسمبر 2020، كتب إيستمان، في تبادل للرسائل الإلكترونية مع محامي الاستئناف في نيويورك كينيث تشيسبرو ومسؤولي حملة ترامب، أنه كان على علم بوجود "معركة ساخنة" داخل المحكمة العليا حول ما إذا كانت ستنظر في قضية. وكانت المحكمة قد رفضت بالفعل تحديًا انتخابيًا رئيسيًا، في قضية تكساس ضد بنسلفانيا، قبل 13 يومًا، وكان المشاركون في تبادل رسائل البريد الإلكتروني مع إيستمان يناقشون ما إذا كانوا سيقدمون أوراقًا على أمل أن يوافق أربعة قضاة في المحكمة العليا الأمريكية على الاستماع إلى قضية في ولاية ويسكونسن. كتب إيستمان: "لا تعتمد الاحتمالات على الجدارة القانونية بل على تقييم العمود الفقري للقضاة". رد تشيسبرو: "ستصبح احتمالات اتخاذ إجراء قبل 6 يناير أكثر ملاءمة إذا بدأ القضاة في الخوف من حدوث فوضى "جامحة" في 6 يناير ما لم يحكموا بحلول ذلك الوقت، على أي حال". (يبدو أن تشيسبرو يشير إلى تغريدة ترامب قبل خمسة أيام والتي دعا فيها المؤيدين إلى احتجاج "جامح" في 6 يناير). كان تشيسبرو قد أرسل بريدًا إلكترونيًا إلى رودي جولياني قبل 11 يومًا مع اقتراح لتنحي بنس عن التصديق في 6 يناير حتى يتمكن أحد كبار أعضاء مجلس الشيوخ الجمهوريين من حساب قوائم الناخبين الاحتيالية لإعلان ترامب المنتصر.
في الثاني من يناير 2021، انضم إيستمان إلى ترامب ومحاميه الشخصي رودي جولياني وآخرين في مؤتمر عبر الهاتف مع 300 مشرع جمهوري من أريزونا وميشيغان وبنسلفانيا وويسكونسن لإطلاعهم على مزاعم تزوير الناخبين، بهدف محاولة المشرعين إلغاء التصديق على نتائج الانتخابات في ولاياتهم. في ذلك اليوم نفسه، ظهر مع جولياني وبوريس إبشتاين ، في بودكاست ستيف بانون "غرفة الحرب" وروج لفكرة مفادها أن المشرعين في الولاية بحاجة إلى إعادة النظر في نتائج الانتخابات. في 5 يناير 2021، التقى إيستمان مع بنس في المكتب البيضاوي ليزعم، بشكل غير صحيح، أن نائب الرئيس يتمتع بالسلطة الدستورية لتغيير الأصوات الانتخابية أو تغييرها بطريقة أخرى. وفقًا لإيستمان، فقد أخبر نائب الرئيس أنه قد تكون لديه السلطة لرفض أصوات المجمع الانتخابي، وطلب من نائب الرئيس تأجيل التصديق. رفض بنس حجة إيستمان ووافق بدلاً من ذلك على رأي مستشاره جريج جاكوب وعلماء القانون المحافظين وغيرهم من المستشارين، مثل جون يو وجيه مايكل لوتيج . أصدر بنس لاحقًا خطابًا ينص على أنه لن يحاول التدخل في عملية التصديق، مستشهدًا بلوتيج بالاسم، الذي قال لاحقًا إنه "كان أعلى شرف في حياتي" أن أشارك في الحفاظ على الدستور.   

### الإجراءات خلال هجوم 6 يناير على الكابيتول
في السادس من يناير، تحدث إيستمان إلى جانب جولياني في تجمع "إنقاذ أمريكا" الذي سبق اقتحام مبنى الكابيتول الأمريكي في عام 2021، وأكد دون دليل أن آلات الاقتراع تحتوي على "مجلدات سرية" غيرت نتائج التصويت.
أثناء اقتحام الكابيتول، عندما أُجبر بنس على الاختباء، تبادل إيستمان رسائل البريد الإلكتروني مع جريج جاكوب، كبير مستشاري بنس. كتب جاكوب إلى إيستمان: "بفضل هراءك، نحن الآن تحت الحصار". ورد إيستمان بإلقاء اللوم على بنس وجاكوب لرفضهما منع التصديق على خسارة ترامب في الانتخابات، وكتب: "الحصار هو لأنك أنت ورئيسك لم تفعلا ما كان ضروريًا للسماح ببث هذا الأمر علنًا حتى يتمكن الشعب الأمريكي من رؤية ما حدث بأنفسهم". وفي وقت لاحق من اليوم، عندما طُرد مثيرو الشغب من مبنى الكابيتول وكان بنس يرأس الكونجرس مرة أخرى، أخبر إيستمان جاكوب في رسالة بريد إلكتروني أخرى أن بنس يجب أن يرفض التصديق على نتائج الانتخابات: "الآن بعد أن تم وضع السابقة بأن قانون إحصاء الأصوات الانتخابية ليس مقدسًا تمامًا كما ادعى سابقًا، أناشدك أن تفكر في انتهاك آخر بسيط نسبيًا وتأجيل لمدة 10 أيام للسماح للهيئات التشريعية بإنهاء تحقيقاتها وكذلك للسماح بالتدقيق الجنائي الكامل للكم الهائل من النشاط غير القانوني الذي حدث هنا"، كتب إيستمان
رفض ترامب وحملته دفع أموال لإيستمان مقابل خدماته أو تعويضه عن نفقاته، حتى بعد أن طلب إيستمان الدفع بعد وقت قصير من أحداث 6 يناير 2021.

## عواقب 6 يناير

### تحقيقات الكونجرس ومكتب التحقيقات الفيدرالي ووزارة العدل
بحسب الشهادة التي أدلى بها محامي البيت الأبيض السابق إريك هيرشمان أمام لجنة 6 يناير، أرسل إيستمان رسالة بالبريد الإلكتروني إلى جولياني بعد عدة أيام من اقتحام الكابيتول، طالبا وضعه على قائمة الأشخاص الذين سيتم منحهم عفواً رئاسياً قبل انتهاء ولاية ترامب. وجاء الطلب بعد أيام قليلة من تبادل حاد للاتهامات بين هيرشمان وإيستمان، والذي انتهى باقتراح هيرشمان بأن يقوم إيستمان بتعيين محامي دفاع جنائي. أرسل إيستمان بريدًا إلكترونيًا إلى جولياني، قائلًا "لقد قررت أنه ينبغي أن أكون على قائمة العفو إذا كان ذلك لا يزال قيد الإعداد". لم يصدر ترامب عفواً عن إيستمان.
في ظهوره على شبكة سي إن أن في 23 يناير لإثبات أن تجمع ترامب لم يحرض على حصار الكابيتول، أكد إيستمان أن "مجموعة شبه عسكرية بالإضافة إلى مجموعات أنتيفا " كانت تنظم "قبل ثلاثة أو أربعة أيام من الموعد". وأكد إيستمان أن صحيفة واشنطن بوست ذكرت ذلك قبل أيام، على الرغم من أن المقال الذي بدا أنه يشير إليه لم يدعم تأكيده ولم يذكر منظمة أنتيفا. كان مكتب التحقيقات الفيدرالي قد أعلن قبل أسبوعين أنه لا يوجد دليل على تورط منظمة "أنتيفا" في الحصار. أشار إيستمان إلى "رجل أنتيفا وحركة حياة السود مهمة " الذي تم القبض عليه بعد اقتحام الكابيتول، في إشارة واضحة إلى جون إيرل سوليفان، وهو رجل من ولاية يوتا وصفه البعض بأنه "زعيم أنتيفا" والذي من المفترض أنه تسلل إلى حشد التجمع لتحريض التمرد. لم تحدد السلطات الفيدرالية هوية الرجل باعتباره ناشطًا مناهضًا للفاشية. لقد نأت الحركة بنفسها عن سوليفان لعدة أشهر بسبب مخاوف من ارتباطه ببراود بويز.
أكد إيستمان حقه المنصوص عليه في التعديل الخامس لتجنب تجريم الذات في الأول من ديسمبر 2021، في رسالة رفض فيها الإدلاء بشهادته أمام لجنة مجلس النواب الأمريكي بشأن هجوم السادس من يناير. وذكرت شبكة سي إن أن، أن إيستمان التقى باللجنة لكنه استشهد بالتعديل الخامس 146 مرة. في 20 يناير 2022، رفع دعوى قضائية ضد لجنة مجلس النواب المختارة. كانت القضية هي إيستمان ضد تومسون في القسم الجنوبي للمحكمة الجزئية الأمريكية للمنطقة الوسطى من كاليفورنيا. تم إغلاقه في النهاية في أوائل عام 2023.

### جهود لحجب رسائل البريد الإلكتروني
في محاولة لحجب 19 ألف رسالة بريد إلكتروني استدعتها اللجنة، أخبر محامي إيستمان قاضيًا فيدراليًا في يناير 2022 أنهم محميون بموجب امتياز المحامي-العميل لأن إيستمان كان يمثل ترامب أثناء مشاركته في مؤتمر عبر الهاتف في 2 يناير مع المشرعين في الولاية، اجتماع المكتب البيضاوي في 3 يناير مع ترامب وبنس؛ وأثناء العمل كعضو في فريق ترامب في مركز قيادة فندق ويلارد . لم يكن إيستمان قد ادعى الامتياز من قبل. تم تخزين رسائل البريد الإلكتروني على خوادم جامعة تشابمان، وهي الجامعة التي كان يعمل بها إيستمان في السابق، والتي تم استدعاؤها ولم تعترض على نشر الرسائل. أمر القاضي بتسليم رسائل البريد الإلكتروني إلى الفريق القانوني لإيستمان لتحديد الرسائل التي زعموا أنها سرية، قبل السماح لطرف ثالث بفحصها. تنازل إيستمان عن ما يقرب من 8000 رسالة بريد إلكتروني للجنة في فبراير 2022 لكنه ادعى الامتياز لحوالي 11000 رسالة أخرى.
بينما سعى إيستمان إلى حجب بعض رسائل البريد الإلكتروني، واصلت اللجنة في مارس 2022 السعي للحصول عليها، وذكرت في ملف للمحكمة الفيدرالية أن الأدلة التي حصلت عليها "توفر على الأقل أساسًا لحسن النية لاستنتاج" أن ترامب وحملته انتهكا قوانين متعددة في مؤامرة إجرامية لخداع الولايات المتحدة من خلال محاولة منع الكونجرس من التصديق على هزيمته. تضمن الملف مقتطفًا من تبادل رسائل بريد إلكتروني في 6 يناير مع مساعد بنس جريج جاكوب حيث ذكر إيستمان، "أناشدك أن تفكر في انتهاك آخر بسيط نسبيًا لقانون إحصاء الأصوات الانتخابية وتأجيل الجلسة لمدة 10 أيام للسماح للهيئات التشريعية بإنهاء تحقيقاتها، وكذلك للسماح بإجراء تدقيق جنائي كامل للكم الهائل من الأنشطة غير القانونية التي حدثت هنا." قال دوغلاس ليتلر، المستشار العام لمجلس النواب، عن طلب إيستمان من بنس تأجيل اعتماد بايدن، "كان الأمر بسيطًا للغاية لدرجة أنه كان من الممكن أن يغير المسار الكامل لديمقراطيتنا. كان من الممكن أن يعني ذلك أنه كان من الممكن إحباط الرئيس المنتخب شعبيًا من تولي منصبه. هذا ما كان الدكتور إيستمان يحث عليه." رفض القاضي ديفيد أو. كارتر تأكيد إيستمان على امتياز الاطلاع على 101 رسالة بريد إلكتروني في مارس 2022، وأمر بإحضار رسائل البريد الإلكتروني إلى اللجنة. كتب كارتر أن ترامب وإيستمان ربما تآمرا في عرقلة الكونجرس جنائيا، مضيفا: "لو نجحت خطة الدكتور إيستمان والرئيس ترامب، لكانت قد أنهت بشكل دائم الانتقال السلمي للسلطة ، مما أدى إلى تقويض الديمقراطية الأمريكية والدستور". 

### استمرار الجهود الرامية إلى "إلغاء التصديق" على الانتخابات
بعد سبعة عشر شهرًا من الانتخابات، واصل إيستمان الضغط على الهيئات التشريعية للولايات لـ"سحب التصديق" على نتائج انتخاباتها. قال بعض الخبراء القانونيين إن جهوده المستمرة قد تزيد من تعرضه للمساءلة القانونية الجنائية، على الرغم من أنه إذا تم توجيه الاتهام إليه فقد يؤكد أن جهوده المستمرة أظهرت أنه يعتقد حقًا أن الانتخابات سُرقت. في مايو 2022، أصدرت جامعة كولورادو، حيث كان إيستمان أستاذًا زائرًا، رسالة بريد إلكتروني أرسلها إيستمان إلى المشرع في ولاية بنسلفانيا روس دايموند في ديسمبر 2020. وفي البريد الإلكتروني، وصف إيستمان خطة يمكن من خلالها للهيئة التشريعية في ولاية بنسلفانيا التحرك لعكس فوز بايدن في الولاية وإعلان ترامب الفائز. دعت الخطة المشرعين إلى التعبير عن قلقهم بشأن بطاقات الاقتراع الغيابية لتبرير استبعاد عشرات الآلاف منها، ثم استخدام بيانات التصويت التاريخية "لخصم إجمالي أصوات كل مرشح بمقدار نسبي" للوصول إلى تقدم كبير لترامب. وكتب أن "التصويت الشعبي غير الملوث" الجديد من شأنه أن "يساعد في توفير بعض الغطاء" للهيئة التشريعية لإنشاء قائمة من ناخبي ترامب للحصول على التصديق.

### عدم إصدار الوثائق
في ملف قدم للمحكمة في وقت متأخر من الليل في 19 مايو 2022، كشف إيستمان أنه كان يتواصل بشكل روتيني مع ترامب بشكل مباشر أو عبر "ستة قنوات" بشأن الاستراتيجية القانونية التي سبقت 6 يناير، موضحًا "مذكرتين مكتوبتين بخط اليد من الرئيس السابق ترامب حول المعلومات التي يعتقد أنها قد تكون مفيدة للدعاوى القضائية المتوقعة". قدم إيستمان هذا الكشف للمطالبة بامتياز المحامي-العميل لمنع لجنة 6 يناير من الحصول على 600 من رسائله الإلكترونية.
في السابع من يونيو، أصدر كارتر حكما يقضي بأن يكشف إيستمان عن 159 وثيقة حساسة إضافية للجنة. عشر وثائق تتعلق بثلاثة اجتماعات عقدت في ديسمبر 2020 لمجموعة سرية كانت تخطط لقلب الانتخابات، والتي ضمت من وصفه كارتر بأنه زعيم "بارز المستوى". أشار كارتر إلى رسالة بريد إلكتروني واحدة على وجه الخصوص كانت تحتوي على ما وجده على الأرجح دليلاً على ارتكاب جريمة، وأمر بالكشف عنها بموجب استثناء الاحتيال الجنائي من امتياز المحامين بالعميل . كان محتوى البريد الإلكتروني المذكور عبارة عن تعليق من محامٍ مجهول الهوية مفاده أن التقاضي في قضية تتعلق بجلسة السادس من يناير في الكونجرس قد "يفشل استراتيجية السادس من يناير"، وبالتالي يجب على الفريق القانوني لترامب تجنب المحاكم. خلص كارتر إلى أن الأمر أظهر أن الفريق القانوني لترامب قرر "التهرب من المراجعة القضائية لإلغاء انتخابات ديمقراطية" و"المضي قدمًا في حملة سياسية لتعطيل فرز الأصوات الانتخابية".
في 15 يونيو 2022، ذكرت صحيفة واشنطن بوست أن لجنة 6 يناير حصلت مؤخرًا على رسائل بريد إلكتروني بين إيستمان وجيني توماس، زوجة قاضي المحكمة العليا كلارنس توماس،  وذكرت صحيفة نيويورك تايمز أن اللجنة حصلت على تبادل رسائل البريد الإلكتروني بين إيستمان وتشيسبرو بتاريخ 24 ديسمبر 2020. إيستمان وتوماس صديقان منذ فترة طويلة.
بعد أيام من معرفة أن إيستمان وتوماس تواصلا عبر البريد الإلكتروني، نشر إيستمان على مدونته الجديدة Substack بريدًا إلكترونيًا كتب عليه "يا إلهي، طلبت مني السيدة توماس تقديم تحديث حول التقاضي الانتخابي لمجموعتها. أوقفوا الصحافة!" في البريد الإلكتروني بتاريخ 4 ديسمبر 2020، دعت توماس إيستمان للتحدث بعد أربعة أيام في تجمع والذي وصفته بأنه مجموعة من "قادة الدولة على مستوى القاعدة الشعبية". أظهرت مجموعة خاصة على فيسبوك تحمل اسم "FrontLiners for Liberty"، والتي ضمت أكثر من 50 شخصًا وأُنشئت في أغسطس 2020، توماس كمسؤول عنها. حملت الصفحة الأولى للمجموعة لافتة كتب عليها "عدو أمريكا... هو اليسار الفاشي المتطرف". بعد أن سألت قناة سي إن بي سي توماس عن المجموعة، تم إما تحويل صفحاتها العامة إلى صفحات خاصة أو حذفها. كانت رسالة توماس الإلكترونية من بين الرسائل التي أمر كارتر إيستمان بالإفصاح عنها للجنة 6 يناير.
في 22 يونيو 2022، اقترب منه العديد من عملاء مكتب التحقيقات الفيدرالي أثناء مغادرته أحد المطاعم في نيو مكسيكو، وبموجب مذكرة، استولوا على هاتفه. وبحسب مذكرة التفتيش، كان من المقرر نقل الهاتف إلى مختبر الطب الشرعي التابع لمكتب المفتش العام بوزارة العدل. في 27 يونيو، طلب إيستمان من قاضٍ فيدرالي إجبار الحكومة على إعادة هاتفه وتدمير سجلات محتويات الهاتف. في 15 يوليو، رفض القاضي الفيدرالي روبرت براك طلب إيستمان. قد حصل المحققون الفيدراليون على أمر لاحق لتفتيش الهاتف في 12 يوليو.
في أكتوبر 2022، حكم القاضي كارتر بأن يسلم إيستمان 33 وثيقة إضافية إلى لجنة 6 يناير، بما في ذلك ثمانية مستندات قرر أنها غير مؤهلة للحصول على امتياز العلاقة بين المحامين والعملاء لأنها تتعلق بنشاط إجرامي محتمل. وجد كارتر أن إحدى رسائل البريد الإلكتروني المتبادلة مع إيستمان أظهرت أن ترامب أقسم تحت القسم على أن عدد حالات الاحتيال المزعومة في التصويت التي استشهد بها محاموه في دعوى اتحادية في جورجيا كان دقيقًا، رغم أنه كان يعلم أنه ليس كذلك. أظهرت إحدى رسائل البريد الإلكتروني الثمانية أن إيستمان يتفق مع تشيسبرو على أن تقديم حجة قانونية إلى قاضي المحكمة العليا كلارنس توماس سيكون "فرصتنا الوحيدة للحصول على رأي قضائي إيجابي بحلول السادس من يناير، وهو ما قد يعطل فرز الأصوات في جورجيا في الكونجرس". وتابع تشيسبرو قائلاً: "نريد أن نؤطر الأمور بحيث يكون توماس هو من يصدر نوعًا من الإيقاف أو رأي آخر لمحكمة الدائرة يقول إن جورجيا في شك مشروع". توماس هو قاضي الدائرة، المكلف بالتصرف في الطعون الطارئة، للقضايا في الدائرة الحادية عشرة التي تضم جورجيا.
في الثاني من أكتوبر 2023، رفضت المحكمة العليا استئناف إيستمان بشأن رسائل البريد الإلكتروني العشر التي كان يريد إخفائها عن المحققين في الكونجرس. تنحى القاضي كلارنس توماس عن إصدار الحكم.

## تحرير ويكيبيديا
في 7 يناير 2021، قام إيستمان بتحرير مقالة ويكيبيديا هذه لتصوير أنشطته بعد الانتخابات في ضوء أكثر إيجابية، في انتهاك لإرشادات تضارب المصالح في ويكيبيديا. تم التراجع عن تعديلاته، وفي 9 يناير، استأنف على صفحة نقاش المقال، حيث تمت الموافقة على بعض التغييرات ولكن تم رفض البعض الآخر.

## القضايا الجنائية

### لائحة اتهام 2023 في جورجيا
في 14 أغسطس 2023، وجهت هيئة محلفين كبرى في مقاطعة فولتون بولاية جورجيا اتهامات إلى إيستمان و18 شخصًا آخرين في إطار الادعاء بتهمة المشاركة في جهود دونالد ترامب لإلغاء نتائج الانتخابات الرئاسية الأمريكية لعام 2020 في جورجيا . استسلم إيستمان في 22 أغسطس، وتم حجزه في سجن مقاطعة فولتون.
يواجه إيستمان تسع تهم في جورجيا: تهمتان بالتآمر لارتكاب تزوير من الدرجة الأولى، وتهمتان بالتآمر لارتكاب بيانات وكتابات كاذبة؛ وتهمة واحدة بانتهاك قانون جورجيا لمكافحة الفساد والابتزاز والاحتيال؛ وتهمة واحدة بالتحريض على انتهاك القسم من قبل موظف عام؛ وتهمة واحدة بالتآمر لانتحال شخصية موظف عام؛ وتهمة واحدة بالتآمر لتقديم مستندات مزورة؛ وتهمة واحدة بتقديم مستندات مزورة. في 5 سبتمبر 2023، تنازل إيستمان عن توجيه الاتهام إليه وقدم إقرارًا كتابيًا ببراءته. في 27 نوفمبر/تشرين الثاني 2023، طلب إيستمان تقسيم المتهمين إلى مجموعتين للمحاكمات، مع محاكمة ترامب بشكل منفصل في وقت لاحق، حتى يتمكن المتهمون الآخرون من الوصول إلى المحاكمة في وقت أقرب. وزعم محامي إيستمان أن وجود جهاز الخدمة السرية في قاعة المحكمة من شأنه أن يتسبب في تأخير محاكمة المتهمين الآخرين.

### لائحة اتهام في ولاية أريزونا عام 2024
أدى الدور المزعوم الذي لعبه إيستمان باعتباره "مهندسًا قانونيًا للخطة" لتعزيز "الناخبين المزيفين" في أريزونا إلى توجيه اتهامات له بالتآمر والاحتيال والتزوير هناك في أبريل 2024. في 17 مايو 2024، سيكون إيستمان أول 18 متهمًا يتم توجيه الاتهام إليهم أمام المحكمة في القضية المتعلقة بالمؤامرة لقلب نتائج الانتخابات في أريزونا باستخدام ناخبين مزيفين. سيتم تقديمه للمحاكمة في محكمة مقاطعة ماريكوبا العليا بعد إلقاء القبض عليه. في نفس اليوم، قدم إيستمان إقرارًا ببراءته، قائلًا: "لم أقم بأي اتصالات مع الناخبين في أريزونا (ولم أتورط) مطلقًا في أي من دعاوى الانتخابات في أريزونا أو جلسات الاستماع التشريعية. أنا على ثقة من أنه بتطبيق القوانين بأمانة، سأُبرأ تمامًا في نهاية هذه العملية". أُطلق سراح إيستمان من الحجز دون شروط في نفس اليوم.